# August Lehr
Pour les articles homonymes, voir Lehr (homonymie).
August Lehr  (né le 26 février 1871 à Francfort-sur-le-Main et décédé le 15 juillet 1921 à Ludwigslust) est un coureur cycliste allemand, spécialiste de la piste. Il remporte le championnat du monde de vitesse amateurs en 1894.

## Biographie
August Lehr, marchand de profession, commence sa carrière en tant que coureur amateur encore sur un grand-bi. Entre 1888 à 1994, il remporte onze fois le championnat d'Allemagne. En 1889, il remporte à 18 ans le championnat du monde officieux, le British Championship, sur une distance de 1 mile. Il s'agissait de sa 240e victoire. En 1891, il bat le record mondial de victoires sur une saison (41 au total). En 1893, il change de vélo et choisit une bicyclette de sécurité. Cette machine ressemblait déjà beaucoup aux bicyclettes actuelles. Elles avaient des pneumatiques de taille comparable à ceux d'un vélo moderne, des roues à rayons, un cadre en tubes d'acier et une transmission par chaîne. La seule chose qui leur manquait était un système de changement de vitesses. Un an plus tard, il devient le deuxième champion du monde de vitesse amateurs à Anvers, après Arthur Zimmerman.
Il crée une "grande fabrique vélocipédique près de Francfort" qui, peu de temps après, est déclarée en faillite comme le précise L'Est Républicain dans son numéro du 18 octobre 1896, laissant un "passif de 540.000 Marks".
Par la suite, il devient professionnel et il reçoit des invitations pour courir dans de nombreux pays européens. Il remporte un total de 260 victoires, mais sans réussir à gagner sa vie dans le cyclisme. Par conséquent, il décide en 1898 de se retirer du monde du vélo. En 1909, August Lehr qui est resté un sportif populaire donne le départ des premiers Six jours de Berlin.
Au milieu de l'année 1921, il subit lors d'une balade en aviron sur le lac du Mecklembourg des saignements gastriques. Il meurt quelques jours plus tard.
En 1925, dans sa ville natale de Francfort, un stade est construit avec un vélodrome de 400 mètres de long. Adam et Fritz von Opel construisent en son honneur un monument en bronze à proximité du stade. En 2005, pendant la reconstruction de la Commerzbank-Arena de Francfort pour la Coupe du monde de football de 2006, ce monument est détruit.

## Palmarès amateurs
- 1888
  -  Champion d'Europe

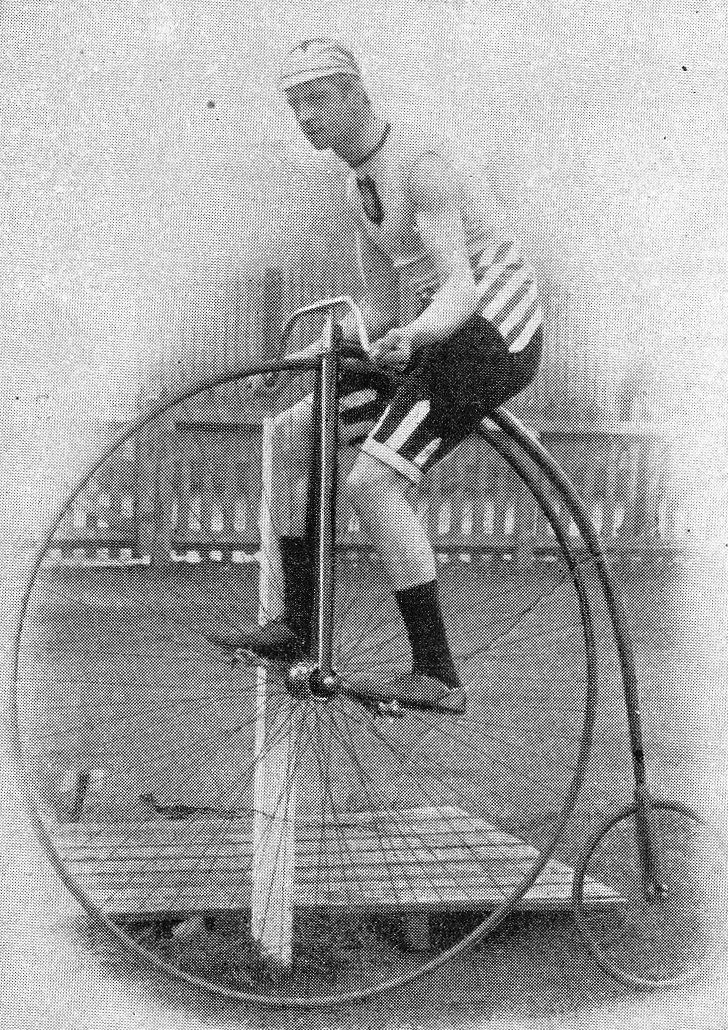
Lehr en 1889.

  -  Champion d'Allemagne des 10 kilomètres

- 1889
  - Vainqueur du British Championship (sur 1 mile)[3]
  -  Champion d'Europe
  -  Champion d'Allemagne de vitesse amateurs[4]
  - Champion de Bavière

- 1890
  -  Champion d'Europe
  -  Champion d'Allemagne de vitesse amateurs[4]
  -  Champion d'Allemagne des 10 kilomètres

- 1891
  -  Champion d'Europe
  -  Champion d'Allemagne de vitesse amateurs[4]

- 1892
  -  Champion d'Europe
  -  Champion d'Allemagne de vitesse amateurs[4]
  -  Champion d'Allemagne des 10 kilomètres

- 1893
  -  Champion d'Europe
  -  Champion d'Allemagne de vitesse amateurs[4]
  -  Champion d'Allemagne des 10 kilomètres

- 1894
  -  Champion du monde de vitesse amateurs
  -  Champion d'Europe
  -  Champion d'Allemagne de vitesse amateurs[4]
  -  Champion d'Allemagne des 10 kilomètres

- 1895
  -  Champion d'Allemagne de vitesse